# Röd buskekorre
Röd buskekorre (Paraxerus palliatus) är en däggdjursart som först beskrevs av Peters 1852. Den ingår i släktet Paraxerus och familjen ekorrar. IUCN kategoriserar arten globalt som livskraftig.

## Underarter
Catalogue of Life samt Wilson & Reeder (2005) skiljer mellan 7 underarter:
- Paraxerus palliatus palliatus (Peters, 1852)
- Paraxerus palliatus bridgemani Dollman, 1914
- Paraxerus palliatus frerei (Gray, 1873)
- Paraxerus palliatus ornatus (Gray, 1864)
- Paraxerus palliatus sponsus Thomas and Wroughton, 1907
- Paraxerus palliatus swynnertoni Wroughton, 1908
- Paraxerus palliatus tanae (Neumann, 1902)

## Beskrivning
Pälsen på ovansidan är spräckligt peppar-och-saltfärgad. Ansikte, ben och undersida är orange. Svansen är variabel: Underarten P. p. palliatus har en svart och orangefärgad svans, P. p. tanae har orange svans, och P. p. ornatus har mörkröd och svart svans. Kroppslängden är 17 till 25 cm, ej inräknat den 10 till 27 cm långa svansen, och vikten varierar mellan 200 och 550 g.

## Utbredning
Denna buskekorre förekommer fläckvis i östra Afrika från södra Somalia till östra Sydafrika.

## Ekologi
Habitaten varierar mellan buskskogar, fuktiga och torra, städsegröna skogar och galleriskogar. I bergstrakter kan arten förekomma upp till 2 000 meter över havet.  Individerna är dagaktiva och lever vanligen ensamma utanför parningstiden. Födan består av frukter, bär, frön och olika gröna växtdelar.
Honorna kan få två kullar per år med en eller två ungar.